# Млынк, Юрий
Юрий Млынк (в.-луж. Jurij Młynk, 13 апреля 1927 года, деревня Шунов около Будишина, Верхняя Лужица, Германия — 16 июня 1971 года, Дрезден, ГДР) — лужицкий писатель, поэт, историк литературы и театра, переводчик и публицист. Писал на верхнелужицком языке.

## Биография
Родился 13 апреля 1927 года в лужицкой деревне Шунов в окрестностях Будишина. С 1949 года по 1950 год изучал германистику во Вроцлавском университете, с 1950 года по 1953 год сорабистику и чешский язык в университете имени Карла Маркса в Лейпциге. С 1960 года работал научным сотрудником в Серболужицком институте в Будишине. Занимался библиографией лужицкой литературы и изучением серболужицкого театра.
В 1957 году женился на серболужицкой писательнице Марье Брезанец. У них родилась дочь Мерка Метова.
Скончался 16 июня 1971 года в Дрездене. Похоронен на кладбище святого Николая в Будишине.

## Сочинения
- Skicy k stawiznam serbskeje literatury, 1956;
- Wučbnica za stawizny serbskeje literatury, 1958, соавтор;
- Antologija Słowjanske literatury, 1961—1962;
- Sto lět serbskeho dźiwadła, 1962;
- Jakub Lorenc-Zalěski, монография, 1962;
- Serbska literatura kónc 50. a spočatk 60. lět, 1963, соавтор;
- Do swětła, поэтический сборник, 1965
- Štož lubuju, 1969